# Едуард Мур
Едуард Лоренц Мур (нім. Eduard Lorenz Muhr; 5 серпня 1893, Санкт-Штефан-ім-Гайльталь — 27 грудня 1944, Санкт-Штефан-ім-Гайльталь) — австро-угорський, австрійський і німецький офіцер, командир зенітних частин люфтваффе, генерал-лейтенант. Кавалер Німецького хреста в золоті.

## Біографія
Після початку Першої світової війни 18 серпня 1914 вступив в австрійську артилерію, командир батареї. Після закінчення війни вступив до австрійської армії. Закінчив курси офіцерів Генштабу. З 1 вересня 1933 року — інструктор з тактики Терезіанської військової академії. Після аншлюсу 15 березня 1938 року переведений в люфтваффе. З 1 квітня 1939 року — командир 1-го дивізіону 49-го зенітного полку, з 6 серпня 1939 року — командир 49-го, з 20 червня 1940 року — 129-го зенітного полку. У 1941-42 роках — начальник 8-го авіаційного училища. 10 листопада 1942 року призначений командиром 15-ї зенітної дивізії. 15 квітня 1944 року переведений в резерв ОКЛ у зв'язку з раком шлунка. Помер у своєму маєтку від раку.

## Звання
- Фенріх (18 серпня 1914)
- Лейтенант (1 вересня 1914)
- Обер-лейтенант (1 липня 1915)
- Гауптман (1 січня 1921)
- Майор (18 січня 1930)
- Оберст-лейтенант (18 січня 1936)
- Оберст (1 березня 1940)
- Генерал-майор (1 липня 1943)
- Генерал-лейтенант (1 вересня 1944)

## Нагороди
- Медаль «За військові заслуги» (Австро-Угорщина)
  - бронзова з мечами
  - 2 срібних з мечами
- Хрест «За військові заслуги» (Австро-Угорщина) 3-го класу з військовою відзнакою і мечами
- Орден Залізної Корони 3-го класу з військовою відзнакою і мечами
- Військовий Хрест Карла
- Загальний і особливий хрест «За відвагу» (Каринтія)
- Пам'ятна військова медаль (Австрія) з мечами
- Почесний знак «За заслуги перед Австрійською Республікою», золотий знак
- Пам'ятна військова медаль (Угорщина) з мечами
- Почесний хрест ветерана війни з мечами
- Медаль «За вислугу років у Вермахті» 4-го, 3-го, 2-го і 1-го класу (25 років)
- Медаль «За Атлантичний вал»
- Залізний хрест 2-го і 1-го класу
- Німецький хрест в золоті (6 березня 1944)